# Olmonty (gromada)
Olmonty – dawna gromada, czyli najmniejsza jednostka podziału terytorialnego Polskiej Rzeczypospolitej Ludowej w latach 1954–1972.
Gromady, z gromadzkimi radami narodowymi (GRN) jako organami władzy najniższego stopnia na wsi, funkcjonowały od reformy reorganizującej administrację wiejską przeprowadzonej jesienią 1954 do momentu ich zniesienia z dniem 1 stycznia 1973, tym samym wypierając organizację gminną w latach 1954–1972.
Gromadę Olmonty z siedzibą GRN w Olmontach utworzono – jako jedną z 8759 gromad – w powiecie białostockim w woj. białostockim, na mocy uchwały nr 11/V WRN w Białymstoku z dnia 4 października 1954. W skład jednostki weszły obszary dotychczasowych gromad Olmonty i Stanisławowo, miejscowości Dojlidy kolonia z wyłączeniem parceli nr 216—222, 255—258, 262—263, 271—273, 339—370 i Dojlidy Górne z dotychczasowej gromady Dojlidy Górne i obszar l.p. N-ctwa Dojlidy o pow. 45,93 ha ze zniesionej gminy Dojlidy oraz obszar dotychczasowej gromady Solniczki ze zniesionej gminy Zabłudów w tymże powiecie. Dla gromady ustalono 11 członków gromadzkiej rady narodowej.
31 grudnia 1959 gromadę Olmonty zniesiono, włączając ją do nowo utworzonej gromady Dojlidy Górne.